# Bolitoglossa hermosa
Espèce
Statut de conservation UICN

 LC  : Préoccupation mineure
Bolitoglossa hermosa est une espèce d'urodèles de la famille des Plethodontidae.

## Répartition
Cette espèce est endémique du Guerrero au Mexique. Elle se rencontre dans le bassin du río Atoyac vers Puerto del Gallo entre 765 et 2 465 m d'altitude sur le versant Pacifique de la Sierra Madre del Sur.

## Publication originale
- Papenfuss, Wake & Adler, 1984 "1983" : Salamanders of the genus Bolitoglossa from the Sierra Madre del Sur of southern Mexico. Journal of Herpetology, vol. 17, p. 295-307.